# جامعة ولاية بونتلاند
جامعة ولاية بونتلاند (بالإنجليزية: Puntland State Unversity) (PSU) هي جامعة تقع في مدينة جروي العاصمة الإدارية لولاية بونتلاند الصومالية.

## خلفية تاريخية
نشأت جامعة ولاية بونتلاند عام 1999 كمعهد لعلوم الإدارة والمحاسبة ومهارات الكمبيوتر واللغة الإنجليزية، بعد عام واحد سمُيت بكلية مجتمع بونتلاند، ليقدم دورات وكورسات دبلوم. في عام 2004، وبالتعاون مع برنامج الأمم المتحدة الإنمائي و جامعة الولايات المتحدة الدولية بأفريقيا في نيروبي، أعلن عن إنشاء جامعة ولاية بونتلاند (PSU) التي تقدم الدراسات العليا.

## الدراسات العليا

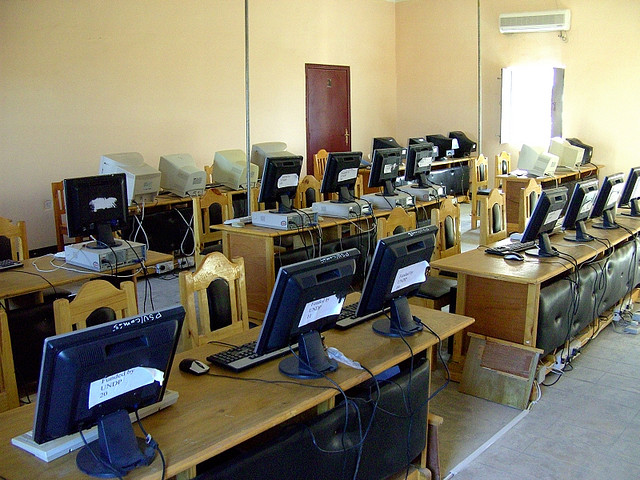
فصل دراسي لكلية الحاسوب في جامعة ولاية بونتلاند.

تشمل الدرجات العلمية المقدمة في جامعة ولاية بونتلاند:
- بكالوريوس في إدارة الأعمال (BBA)
- بكالوريوس في العلوم
  - تكنولوجيا المعلومات
  - الإدارة العامة
  - الصحافة
  - اللغة الإنجليزية
  - الشريعة والقانون [9]

تشارك الجامعة في مركز بونتلاند للموارد والخدمات الذي تم إنشاؤه في مدينة جروي في يناير 2007.

## الكليات
- كلية إدارة الأعمال والإقتصاد
- كلية العلوم الاجتماعية
- كلية علوم الحاسب
- كلية العلوم الصحية
- كلية الشريعة والقانون

## الشراكة
تربط جامعة ولاية بونتلاند علاقة شراكة مع كلية مينيابوليس المجتمعية والتقنية (MCTC) ومقرها مينيابوليس بولاية مينيسوتا في الولايات المتحدة. 

## روابط خارجية
- الموقع الرسمي